# إلسا ليلى
إلسا ليلى (بالألبانية: Elsa Lila‏) هي مغنية ومغنية أوبرا ألبانية، ولدت في 4 يوليو 1981 في تيرانا في ألبانيا.

## وصلات خارجية
- إلسا ليلى على موقع IMDb (الإنجليزية)
- إلسا ليلى على موقع ميوزك برينز (الإنجليزية)
- إلسا ليلى على موقع ديسكوغز (الإنجليزية)